# Juraphis crassipes
Juraphis crassipes  (лат.) — вид вымерших равнокрылых насекомых рода Juraphis из семейства Juraphididae Zyla et al. 2014, близкий к тлям. Обнаружен в юрских отложениях Центральной Азии (Казахстан, около 160 млн лет, Каратау, Чимкентская область, Карабастауская свита, келловейский ярус).

## Описание
Мелкого размера равнокрылые насекомые, сходные с тлями. Длина тела 2,92 мм, ширина 1,62 мм.
Вид Juraphis crassipes был впервые описан в 1979 году советским и российским энтомологом Г. Х. Шапошниковым (Зоологический институт АН СССР, Ленинград), вместе с видами Annulaphis zherichini , Ellinaphis incognita, Ellinaphis sensoriata, Jurocallis longipes и Oviparosiphum jakovlevi.
Таксон J. crassipes включён в состав рода Juraphis вместе с видом Juraphis karataviensis Zyla et al. 2014 . Сестринские таксоны: Aphaorus и Pterotella (Juraphididae Zyla et al. 2014).